# 莓苔状繁缕
莓苔状繁缕（学名：Stellaria oxycoccoides）为石竹科繁缕属的植物，是中国的特有植物。分布在中国大陆的四川等地，多生长于小河边潮湿沙土上，目前尚未由人工引种栽培。